# Héctor Blondet
Héctor Blondet (* 12. Mai 1947 in Brooklyn, New York City; † 9. September 2006 in Puerto Rico) war ein puerto-ricanischer Basketballspieler.
Blondet war der Star der puerto-ricanischen Basketballnationalmannschaft bei den Olympischen Spielen 1972 in München, wo er mit seinem Team den sechsten Platz belegte. Blondet erzielte in neun Spielen 150 Punkte für sein Team. Vier Jahre später belegte er mit seinem Team den neunten Platz in Montreal. Bereits 1971 hatte Blondet dazu beigetragen, dass Puerto Rico die Silbermedaille bei den Panamerikanischen Spielen gewann.
Blondet hatte bei einer Körpergröße von 1,95 m ein Wettkampfgewicht von 91 kg.
Blondet ist auf dem Friedhof Cementerio Nuevo de Morovis begraben.